# Vitesse individuelle masculine aux Jeux olympiques d'été de 2000
Navigation
Atlanta 1996 Athènes 2004
La compétition de vitesse individuelle masculine aux Jeux de 2000 a lieu du 18 au 20 septembre 2000. Les duels sont disputés sur 3 tours de piste (soit 750 mètres) et les temps sont calculés sur les 200 dernier mètres.

## Résultats

### Qualifications (18 septembre)
À l'issue des 200 mètres contre-la-montre, le 18 meilleurs temps sont qualifiés.
Des 19 coureurs, le Polonais Bartłomiej Saczuk est le seul éliminé de ces qualifications.
| Rang | Coureur                 | Pays               | Temps      |
| ---- | ----------------------- | ------------------ | ---------- |
| 1    | Marty Nothstein         | États-Unis         | 10 s 166 Q |
| 2    | Laurent Gané            | France             | 10 s 243 Q |
| 3    | Florian Rousseau        | France             | 10 s 277 Q |
| 4    | Jens Fiedler            | Allemagne          | 10 s 287 Q |
| 5    | Viesturs Bērziņš        | Lettonie           | 10 s 343 Q |
| 6    | Pavel Buráň             | République tchèque | 10 s 370 Q |
| 7    | Craig MacLean           | Grande-Bretagne    | 10 s 459 Q |
| 8    | Sean Eadie              | Australie          | 10 s 520 Q |
| 9    | Darryn Hill             | Australie          | 10 s 526 Q |
| 10   | Ján Lepka               | Slovaquie          | 10 s 530 Q |
| 11   | Jan van Eijden          | Allemagne          | 10 s 540 Q |
| 12   | José Antonio Villanueva | Espagne            | 10 s 556 Q |
| 13   | Tomohiro Nagatsuka      | Japon              | 10 s 595 Q |
| 14   | Shinichi Ota            | Japon              | 10 s 603 Q |
| 15   | Anthony Peden           | Nouvelle-Zélande   | 10 s 649 Q |
| 16   | Nikos Angelidis         | Grèce              | 10 s 745 Q |
| 17   | Julio César Herrera     | Cuba               | 10 s 893 Q |
| 18   | Marcelo Arrué           | États-Unis         | 10 s 903 Q |
| 19   | Bartłomiej Saczuk       | Pologne            | 11 s 106   |

### Premier tour (18 septembre)
Le premier tour consiste en neuf séries de deux coureurs répartis en fonction du temps des qualifications. Les vainqueurs accèdent aux huitièmes de finale, les perdants vont en repêchage. Le Néo-Zélandais Anthony Peden a déclaré forfait face à Jens Fiedler.
| Série | Rang  | Coureur                 | Pays               | Temps       |
| ----- | ----- | ----------------------- | ------------------ | ----------- |
| 1     | 1     | Marty Nothstein         | États-Unis         | 10 s 956    |
| 1     | 2     | Marcelo Arrué           | États-Unis         |             |
| 2     | 1     | Laurent Gané            | France             | 11 s 054    |
| 2     | 2     | Julio César Herrera     | Cuba               |             |
| 3     | 1     | Florian Rousseau        | France             | 10 s 865    |
| 3     | 2     | Nikos Angelidis         | Grèce              |             |
| 4     | 1     | Jens Fiedler            | Allemagne          |             |
| 4     | Forf. | Anthony Peden           | Nouvelle-Zélande   | forfait     |
| 5     | 1     | Viesturs Bērziņš        | Lettonie           | 11 s 008    |
| 5     | 2     | Shinichi Ota            | Japon              |             |
| 6     | 1     | Pavel Buráň             | République tchèque | 11 s 102    |
| 6     | 2     | Tomohiro Nagatsuka      | Japon              |             |
| 7     | 1     | José Antonio Villanueva | Espagne            |             |
| 7     | DQ    | Craig MacLean           | Grande-Bretagne    | disqualifié |
| 8     | 1     | Jan van Eijden          | Allemagne          |             |
| 8     | DQ    | Sean Eadie              | Australie          | disqualifié |
| 9     | 1     | Darryn Hill             | Australie          | 10 s 938    |
| 9     | 2     | Ján Lepka               | Slovaquie          |             |

### Premier tour - Repêchages (18 septembre)
Les neuf perdants du premier tour se mesurent dans trois séries de trois coureurs, chaque gagnant est repêché pour les huitièmes de finale.
| Série | Rang  | Coureur             | Pays             | Temps      |
| ----- | ----- | ------------------- | ---------------- | ---------- |
| 1     | 1     | Marcelo Arrué       | États-Unis       | 11 s 186 Q |
| 1     | 2     | Ján Lepka           | Slovaquie        |            |
| 1     | 3     | Tomohiro Nagatsuka  | Japon            |            |
| 2     | 1     | Craig MacLean       | Grande-Bretagne  | 10 s 951 Q |
| 2     | 2     | Shinichi Ota        | Japon            |            |
| 2     | 3     | Julio César Herrera | Cuba             |            |
| 3     | 1     | Sean Eadie          | Australie        | 11 s 805 Q |
| 3     | 2     | Nikos Angelidis     | Grèce            |            |
| 3     | Forf. | Anthony Peden       | Nouvelle-Zélande | forfait    |

### Huitièmes de finale (18 septembre)
Les douze coureurs sont répartis dans six manches. Chaque gagnant est qualifié directement pour les quarts de finale alors que les perdants obtiennent une deuxième chance aux repêchages.
| Série | Rang | Coureur                 | Pays               | Temps      |
| ----- | ---- | ----------------------- | ------------------ | ---------- |
| 1     | 1    | Marty Nothstein         | États-Unis         | 10 s 799 Q |
| 1     | 2    | Sean Eadie              | Australie          |            |
| 2     | 1    | Laurent Gané            | France             | 11 s 049 Q |
| 2     | 2    | Craig MacLean           | Grande-Bretagne    |            |
| 3     | 1    | Florian Rousseau        | France             | 10 s 906 Q |
| 3     | 2    | Marcelo Arrué           | États-Unis         |            |
| 4     | 1    | Jens Fiedler            | Allemagne          | 10 s 682 Q |
| 4     | 2    | Darryn Hill             | Australie          |            |
| 5     | 1    | Jan van Eijden          | Allemagne          | 11 s 009 Q |
| 5     | 2    | Viesturs Bērziņš        | Lettonie           |            |
| 6     | 1    | José Antonio Villanueva | Espagne            | 11 s 382 Q |
| 6     | 2    | Pavel Buráň             | République tchèque |            |

### Huitièmes de finale - Repêchages (18 septembre)
Les repêchages consistent en deux séries de trois coureurs, soit les six éliminés des huitièmes de finale. Les deux gagnants de ces séries accèdent aux quarts de finale alors que les perdants concourent pour les places 9 à 12.
| Série | Rang | Coureur          | Pays               | Temps      |
| ----- | ---- | ---------------- | ------------------ | ---------- |
| 1     | 1    | Sean Eadie       | Australie          | 11 s 414 Q |
| 1     | 2    | Pavel Buráň      | République tchèque |            |
| 1     | 3    | Darryn Hill      | Australie          |            |
| 2     | 1    | Craig MacLean    | Grande-Bretagne    | 11 s 108 Q |
| 2     | 2    | Viesturs Bērziņš | Lettonie           |            |
| 2     | 3    | Marcelo Arrué    | États-Unis         |            |

### Quarts de finale (19 septembre)
Pendant ces quatre quarts de finale, les coureurs s'affrontent dans des duels au meilleur des trois manches. Les quatre gagnants sont qualifiés pour les demi-finales sans avoir besoin d'une troisième manche, alors que les éliminés s'affronteront pour les places 5 à 8.
| Série | Rang | Coureur                 | Pays            | Résultats |
| ----- | ---- | ----------------------- | --------------- | --------- |
| 1     | 1    | Marty Nothstein         | États-Unis      | 2         |
| 1     | 2    | Craig MacLean           | Grande-Bretagne | 0         |
| 2     | 1    | Laurent Gané            | France          | 2         |
| 2     | 2    | Sean Eadie              | Australie       | 0         |
| 3     | 1    | Florian Rousseau        | France          | 2         |
| 3     | 2    | José Antonio Villanueva | Espagne         | 0         |
| 4     | 1    | Jens Fiedler            | Allemagne       | 2         |
| 4     | 2    | Jan van Eijden          | Allemagne       | 0         |

### Demi-finales (20 septembre)
Les coureurs s'affrontent dans des duels au meilleur des trois manches. Les deux gagnants se qualifient pour la finale.
| Série | Rang | Coureur          | Pays       | Résultats |
| ----- | ---- | ---------------- | ---------- | --------- |
| 1     | 1    | Marty Nothstein  | États-Unis | 2         |
| 1     | 2    | Jens Fiedler     | Allemagne  | 0         |
| 2     | 1    | Florian Rousseau | France     | 2         |
| 2     | 2    | Laurent Gané     | France     | 1         |

### Classement 3-4 (20 septembre)
Les coureurs s'affrontent pour la médaille de bronze au meilleur des trois manches. Comme Jens Fiedler remporte les deux premières manches, la troisième n'est pas courue.
| Rang | Coureur      | Pays      | Résultat |
| ---- | ------------ | --------- | -------- |
| 3    | Jens Fiedler | Allemagne | 2        |
| 4    | Laurent Gané | France    | 0        |

### Finale (20 septembre)
La finale se dispute au meilleur des trois manches. Marty Nothstein remporte les deux manches et devient champion olympique.
| Rang | Coureur          | Pays       | Résultat |
| ---- | ---------------- | ---------- | -------- |
| 1    | Marty Nothstein  | États-Unis | 2        |
| 2    | Florian Rousseau | France     | 0        |

### Classement final
- Résultats des matchs de classement
- Classement final

## Sources
- Résultats